# Nicolas Sarkozy
Nicolas Sarkozy (født Nicolas Paul Stéphane Sárközy de Nagy-Bócsa 28. januar 1955 i Paris' 17. arrondissement) var Frankrigs 23. præsident, valgt for Union pour un Mouvement Populaire. Han var den sjette præsident i Den Femte Republik. I anden valgrunde 6. maj 2007 slog han med 53% af stemmerne Parti Socialistes kandidat Ségolène Royal. Han blev indsat som Jacques Chiracs efterfølger den 17. maj 2007, men blev ikke genvalgt i 2012.
Nicolas Sarkozy er også kendt under kælenavnet "Sarko", der dog aldrig bruges officielt, men ofte i aviser og tidsskrifter som satirebladet Le Canard Enchaîné.
1. marts 2021 blev han idømt tre års fængsel for korruption, hvoraf to var betinget. Han kommer dog næppe til at afsone det ubetingede år i fængsel, men snarere blot med en fodlænke i sit eget hjem.
Han er gift med sangerinde og tidligere model Carla Bruni.

## Politisk karriere
Sarkozy opnåede med sin stærke karisma og sine klare udmeldinger stor tilslutning i den franske befolkning og særligt i sit eget parti UMP, hvor han efter en urafstemning blev valgt som formand med overvældende flertal i 2005.
Flere politiske modstandere har karakteriseret hans hårde linje mod kriminalitet og udlændinge som populistiske og "amerikanske". I oktober og november 2007 udbrød der en række gadeoptøjer i Paris og siden i en række andre franske storbyer med bilafbrændinger og sociale aktioner (strejker). Sarkozy stod som indenrigsminister for en hård linje mod gadeoptøjer.[kilde mangler] Sarkozy reagerede også denne gang hårdt og kaldte aktivisterne for "rakkerpak".[kilde mangler]
Sarkozy var indenrigsminister i Dominique de Villepins regering. Som indenrigsminister havde han blandt andet ansvaret for politiet samt samarbejdet mellem det nationale og lokale niveau i det franske regeringsapparat. Han har tidligere været medlem af den franske nationalforsamling, Assemblée Nationale. Denne post afgav han til fordel for ministerposten. Han har tidligere haft andre ministerposter, bl.a. finansminister.
På trods af at Sarkozy var formand for det parti, som tidligere præsident Jacques Chirac også var medlem af, var der udbredt enighed om, at de to toppolitikere ikke arbejdede godt sammen.[kilde mangler] Chirac forsøgte flere gange at hindre Sarkozy i at opstille som præsidentkandidat i 2007, og Chirac anbefalede heller ikke Sarkozy som UMP-formand. Flere analytikere har peget på, at udnævnelsen til indenrigsminister – der i Frankrig anses for at være lidt af en uriaspost – netop var et forsøg fra Chiracs side på at knække Sarkozy.[kilde mangler]
Ved præsidentvalget i 2007 sikrede Sarkozy sig med 31 % af stemmerne ved første valgrunde adgang til anden runde, hvor hans modkandidat var socialisten Ségolène Royal, som fik 26 % af stemmerne i første runde. Ved det endelige valg vandt Sarkozy med 53,3 % af stemmerne.